# Miejsko-Gminny Ośrodek Kultury, Sportu i Rekreacji w Zdzieszowicach
Miejsko-Gminny Ośrodek Kultury, Sportu i Rekreacji w Zdzieszowicach – instytucja prowadząca działalność kulturalną, edukacyjną oraz sportowo-rekreacyjną w ramach zadań własnych miasta i gminy Zdzieszowice.
Ośrodek jest jednostką organizacyjną kultury, samodzielną pod względem prawnym, organizacyjnym i ekonomicznym.
Ośrodek swoją działalnością obejmuje miasto i gminę Zdzieszowice.

## Przedmiot działalności M-GOKSiR
Ośrodek swoją działalność opiera na wchodzących w jego skład:
- sali widowiskowo-kinowej (kino „Odrodzenie”) w Zdzieszowicach,
- Klubie ”Dookoła świata” w Zdzieszowicach,
- Klubie Osiedlowym „Piastów I” w Zdzieszowicach,
- Klubie Kultury w Oleszce,
- Hali Sportowej wraz z hotelem w Zdzieszowicach,
- Stadionie Miejskim w Zdzieszowicach,
- Basenie Miejskim w Zdzieszowicach.

## Cele
Celem Ośrodka jest pozyskiwanie i przygotowanie środowiska do aktywnego uczestnictwa w kulturze i kulturze fizycznej, współtworzenie ich pozytywnych wartości, rozwój form czynnego uczestnictwa mieszkańców miasta i gminy w życiu kulturalnym i sportowym, inspirowanie i rozwijanie zainteresowań amatorską twórczością artystyczną, a także organizowanie kulturalnej rozrywki, zabawy i rekreacji.

## Zadania
Do podstawowych zadań Ośrodka należy:
- rozpoznawanie i rozbudzanie zainteresowań oraz potrzeb kulturalnych i sportowych,
- tworzenie wartości kulturalnych i przygotowanie do ich odbioru,
- kształtowanie wzorców i nawyków aktywnego uczestnictwa w życiu kulturalnym i sportowym,
- tworzenie warunków dla amatorskiego ruchu artystycznego oraz zainteresowania wiedzą i sztuką,
- tworzenie warunków dla rozwoju folkloru,
- współpraca ze środkami masowego przekazu.